# Cessna Citation I
El Cessna 500 Citation I és un avió de negocis petit anunciat per Cessna el 1968. Va ser el primer model de reactor d'aviació general produït per aquesta empresa, essent el primer d'una àmplia gamma d'avions de negocis posterior com el Citation II/Bravo.

## Desenvolupament

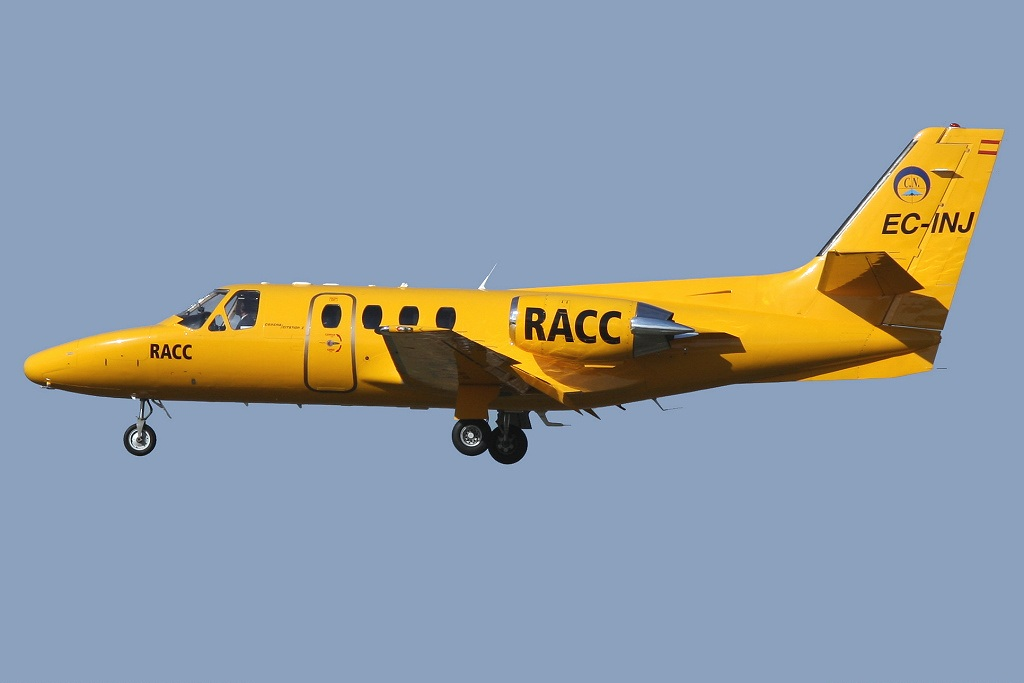
Cessna Citation 1 SP del RACC

L'octubre de 1968 Cessna va anunciar un nou model d'avió de negocis amb fins a 8 places i capaç d'operar des de petits aeroports i aeròdroms. Els prototip Fanjet 500 va volar per primer cop el 15 de setembre de 1969. Posteriorment va ser reanomenat Citation i va continuar amb un desenvolupament prolongat, allargant el fuselatge, modificant la cua i les nacel·les dels motors.. La certificació de la FAA va ser atorgada el 9 de setembre de 1971.

## Accidents
El jugador dels New York Yankees Thurman Munson va morir en estavellar-se amb el seu I/SP el 2 d'agost de 1979.

## Especificacions (Cessna Citation I)
Dades de Jane's Civil and Military Aircraft Upgrades 1994-95
Característiques generals
- Tripulació: Dos pilots (Un la versió SP)
- Capacitat: Cinc passatgers
- Longitud: 13,26 m
- Envergadura: 14,35 m
- Alçada: 4,37 m
- Superfície de l'ala 25,9 m²
- Pes buit: 3.008 kg
- Pes màxim d'enlairament: 5.375 kg
- Motor: 2× turbofan Pratt & Whitney Canada JT15D-1B , 9,77 kN cada un

 Rendiment 
- Velocitat màxima: Mach 0,705 (749 km/h) (per sobre de 28.000 peus (8.530 m))
- Velocitat de creuer: 357 nusos (662 km/h)
- Velocitat d'entrada en pèrdua: 82 nusos (152 km/h)
- Abast: 1.328 milles nàutiques (2.459 km)  (45 minuts de reserva, combustible màxim, 709 kg de càrrega)
- Sostre de servei: 41.000 peus (12.495 m)
- Ràtio d'ascens: 13,8 m/s
- Càrrega alar: 208 kg/m²
- Impuls/pes: 0.37